# Comte de Lautréamont

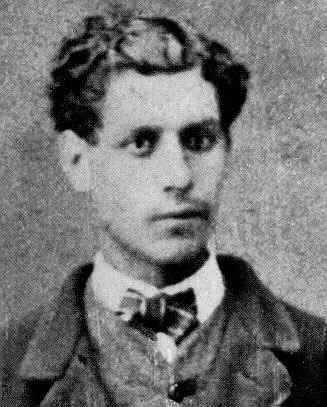
Comte de Lautréamont.

Comte de Lautréamont, pseudonym för Isidore Lucien Ducasse, född 4 april 1846 i Montevideo, död 24 november 1870 i Paris, var en fransk poet.

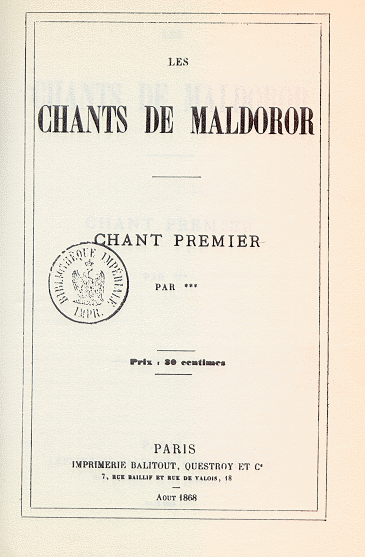
Den första upplagan av "Maldorors sånger" 1868

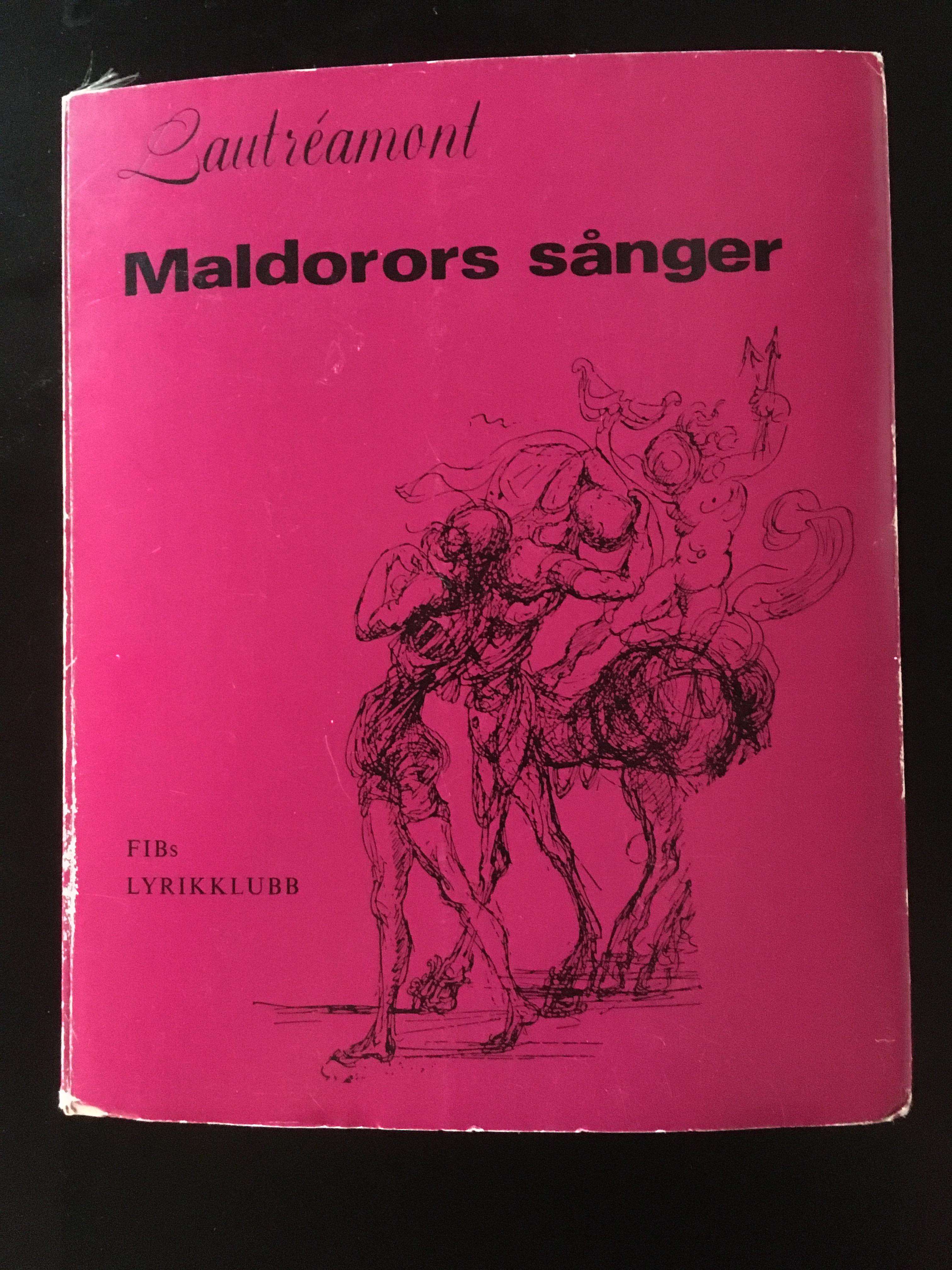
Omslag till boken Maldorors sånger (1968), illustrerad av Salvador Dali, i svensk översättning av Hans Levander.

## Liv
Isidore Ducasse växte upp i Uruguays huvudstad där hans far tjänstgjorde på det franska konsulatet. 13 år gammal skickades den unge mannen till Frankrike. 1867 slog han sig ner i Paris. I juli 1870 bröt det tysk-franska kriget ut, vilket övergick i en flera månader lång tysk belägring av Paris med svåra umbäranden för den inneslutna befolkningen som följd. I slutet av november påträffades Lautréamont död i sin lägenhet. Dödsorsaken är okänd.

## Verksamhet
Som poet var greve Lautréamont närmast okänd för sin samtid och praktiskt taget anonym vid sin död. För eftervärlden har han däremot blivit en viktig litterär länk mellan 1800-talets franska romantik och det efterföljande seklets modernism.
Med Les Chants de Maldoror (1869), en samling med sex långa vindlande prosadikter, och Poésies I och II (1870) fortsatte han en poetisk revolt som hade inletts av Charles Baudelaire, och gick ett steg vidare och förebådade den poetiska modernismen. "Baudelaire är solen, Mallarmé är månen och Rimbaud ett regn av stjärnfall. Omkring dem en rad meteorer, först och främst Lautréamont..." skriver den danske kritikern Poul Borum i sitt standardverk om poetisk modernism på 1960-talet. Maldorors sånger blev tidigt en betydelsefull länk bakåt för flera franska surrealister. André Breton omnämner Lautréamont på mer än ett ställe i sina verk och valde ut partier ur Maldorors sånger för sin antologi om svart humor, Anthologie de l'humour noir (1940). Maldorors sånger är ett säreget mästerverk där det morbida och sublima samsas. Satsen om "det oförmodade mötet mellan ett paraply och en symaskin på ett operationsbord" kommer härifrån. I mycket är Lautréamont fortfarande en myt, som trotsat alla definitiva uttolkningar.

## Verk på svenska
- Maldorors sånger (översatt av Hans Levander, illustrerad av Salvador Dali, FIB:s lyrikklubb, 1968)
- Maldorors sånger (översatt av Carl-Henning Wijkmark, illustrerad av Ragnar von Holten, Cavefors, 1972)
- Maldoror: samlade verk (översatt av Elias Wraak, Alastor Press, 2001; omarbetad och utökad utgåva 2008)